# 芒卯
芒 卯（ぼう ぼう、生没年不詳）は、中国戦国時代の魏の人。昭王と安釐王に仕えた将軍・政治家。

## 生涯
当初、魏の昭王に詐術で取り入りその信任を得た。後、魏の領土である玉屋・長羊・洛林の地を餌に秦の昭襄王に協力し、その力添えもあって魏の司徒となった。上任されると玉屋・長羊・洛林の地を秦に割譲し、秦と連衡して斉を攻め、魏は斉の土地の22県を得た。
紀元前275年、秦の相国の魏冄が秦軍を率いて魏に攻め込んだ。芒卯の率いる魏軍と救援に駆け付けた暴鳶率いる韓軍は秦軍の前に大敗し、魏都大梁が秦軍に囲まれるに至った。魏の大夫である須賈が秦と交渉し、秦軍は大梁の包囲を解いた。
紀元前273年、秦の昭襄王が白起に命じて魏・趙を攻めると、魏・趙で合従して韓の華陽の地でこれを迎え撃ったが大敗、魏軍は13万の兵の首を打たれ、3名の将軍が捕虜となり、趙の賈偃が率いる2万の兵は黄河に沈められた。魏の司令官であった芒卯も敗走し、その後の行方は知られていない（華陽の戦い）。

## 評価
史記においては孟嘗君と共に秦の昭襄王に名を挙げられ、評価されている。